# La Barben
La Barben település Franciaországban, Bouches-du-Rhône megyében. Lakosainak száma 852 fő (2022. január 1.). La Barben Lambesc, Lançon-Provence, Pélissanne és Saint-Cannat községekkel határos.

## Népesség
A település népességének változása:
| Lakosok száma | 315  | 420  | 500  | 706  | 761  | 814  | 845  | 828  | 845  | 852  |
|               | 1968 | 1982 | 1990 | 2006 | 2013 | 2015 | 2017 | 2019 | 2020 | 2022 |